# القمة الإسلامية الاستثنائية (1997)
مؤتمر القمة الإسلامي الاستثنائي الأول (23 مارس 1997م)، عُقد في إسلام أباد بباكستان. وخصص لمناقشة قضية جامو وكشمير وفلسطين.

## أبرز القرارات
تبنت القمة الإعلان الخاص بقضية فلسطين والقدس والنزاع العربي الإسرائيلي حيث أكدت دعم القادة لعملية السلام في الشرق الأوسط وتنفيذ جميع الاتفاقيات الموقعة في هذا الإطار بين الأطراف المعنية، إضافة إلى مجمل الالتزامات والتعهدات التي تم التوصل إليها وفق الأسس التي انطلقت على أساسها في مؤتمر مدريد وكذلك طبقاً لقرارات الأمم المتحدة، مؤكدين أن مدينة القدس جزء لا يتجزأ من الأراضي الفلسطينية المحتلة عام 1967 وينطبق عليها ما ينطبق على سائر الأراضي الفلسطينية المحتلة.